# 三木茂 (植物学者)
三木 茂（みき しげる、1901年1月1日 - 1974年2月21日）は、日本の植物学者。メタセコイアの発見者。

## 人物
香川県木田郡奥鹿村（現：三木町鹿庭）出身。
盛岡高等農林学校（現：岩手大学農学部）を経て、1925年、京都帝国大学理学部卒業、後に同教授。大阪学芸大学（現：大阪教育大学）教授、大阪市立大学教授を歴任。また、大阪自然科学研究会（大阪市立自然史博物館友の会の前身）の会長を務め、自然史科学の普及活動に貢献した。
1939年、和歌山県・岐阜県から、常緑樹のセコイアやヌマスギとは異なる落葉樹の植物遺体（化石の一種）を発見し、1941年にメタセコイアと命名、発表した。遺跡出土の植物遺体についても多くの考察を残した。また、水草研究および植物化石の研究において大きな功績を残した。著書に「山城水草誌」がある。
現在、生家跡には三木町によって「三木茂生家跡」の碑石が立つ。その付近には故郷に残された博士の遺品類をまとめた三木茂資料館が運営されている。また、同町は博士を記念して町のシンボルの一つとしてメタセコイアを定め、町営の森林公園である「太古の森」や、三木町立三木中学校の校庭にこれを植樹・成育している。

## 略歴
特別陳列「三木 茂博士が収集したメタセコイア化石と水草標本」開催プレス より
- 1901年 - 香川県木田郡奥鹿村（現在の木田郡三木町）に生まれる
- 1918年 - 香川県立木田農林学校（現：香川大学農学部）卒業
- 1921年 - 盛岡高等農林学校（現：岩手大学農学部）卒業し、石川県立農林学校教諭となる
- 1925年 - 京都帝国大学理学部植物学科卒業、植物学科助手となる
- 1937年 - 「山城水草誌」出版
- 1938年 - 京都大学学位論文「日本における上部鮮新世以来のフロラ及び気候の変化と現在のフロラ組成」
- 1939年 - 京都帝国大学講師となる
- 1941年 - 「第三紀以降の東アジアのフロラ変遷（英文）」によりメタセコイア属を設立する
- 1947年 - 大阪学芸大学（現：大阪教育大学）教授となる
- 1949年 - 大阪市立大学理工学部教授となる
- 1949年 - 大阪市立大学理学部附属植物園園長となる[3]。
- 1951年 - 朝日文化賞を受賞する
- 1964年 - 大阪市立大学退官、武庫川女子大学教授となる
- 1974年2月21日 - 死去